# Sebastián Mazzuca
Sebastián L. Mazzuca es profesor de ciencias políticas especializado en política comparada en la Universidad Johns Hopkins. Es conocido por sus investigaciones sobre la formación del Estado, la capacidad del Estado, el cambio de régimen, la economía política y América Latina.

## Carrera
Mazzuca obtuvo su maestría en Economía y su doctorado en Ciencias Políticas en la Universidad de California, Berkeley. Estudió con David Collier y James A. Robinson .
Después de enseñar en la Universidad de Harvard (2010-12) y en la Universidad Nacional de General San Martín en Buenos Aires (2013-14), en 2015 comenzó a trabajar como profesor asistente en la Universidad Johns Hopkins. 

## Investigación académica
Mazzuca trabaja en el campo de la política comparada con foco en la formación del Estado, el desarrollo económico y la democracia . Mazzuca es autor del libro Latecomer State Formation (Yale University Press, 2021), coautor con Gerardo Munck de Middle-Quality Institutional Trap (Cambrdge University Press, 2020), ha publicado más de una docena de artículos en revistas de referencia de la ciencia política en Estados Unidos y el resto del mundo, y ha editado tres volúmenes sobre la relación entre las instituciones políticas y el desarrollo económico para CAF (Banco Latinoamericano de Desarrollo).
Mazzuca fue coautor junto con el economista y premio Nobel James A. Robinson del artículo " Conflicto político y reparto de poder en los orígenes de la Colombia moderna ".

### Formación de Estados Tardíos(2021)
En Latecomer State Formation: Political Geography and Capacity Failure in Latin America, Mazzuca sostiene que, a diferencia de Europa, fue el comercio, no la guerra, lo que creó los países de América Latina. Pero el comercio creó países más débiles que la guerra. Una tesis clave es que la formación de Estados (demarcación de fronteras) era incompatible con la construcción de Estados (creación de capacidad) en América Latina porque la prisa por incorporar la región al comercio global indujo el surgimiento de países con territorios disfuncionales, es decir, combinaciones de regiones subnacionales que a largo plazo resultaron económicamente inviables. Esta afirmación complementa y refina las ideas habituales que atribuyen todas las formas de atraso económico y social en América Latina a las instituciones coloniales.

### La Trampa de la Calidad Instiutucional Mediana (2020)[13]
En A Middle-Quality Institutional Trap: Democracy and State Capacidad in Latin America, en coautoría con Gerardo Munck, Mazzuca sostiene que América Latina está actualmente atrapada en una trampa de calidad institucional media, que combina democracias defectuosas y Estados de baja capacidad. Contrariamente a la sabiduría convencional, la secuencia del desarrollo (América Latina se ha democratizado antes de construir Estados capaces) no explica la situación en que la región se encuentra atrapada. Los Estados pueden producir democracia, pero la democracia también puede producir Estados. Por lo tanto, el punto de partida de los desarrollos políticos es menos importante que si la relación entre el Estado y la democracia es un círculo virtuoso que desencadena mecanismos causales que se refuerzan mutuamente. Sin embargo, la interacción Estado-democracia genera un círculo virtuoso sólo bajo ciertas condiciones. En América Latina, la interacción Estado-democracia no ha generado un círculo virtuoso: los problemas relacionados con el Estado impiden la plena democratización y los problemas de la democracia impiden el desarrollo de la capacidad estatal. Además, múltiples macrocondiciones proporcionan una base para este patrón distintivo de interacción entre Estado y democracia. El equilibrio político subóptimo en la América Latina contemporánea es sólido. El libro fue revisado por el Bulletin of Latin American Research y el Canadian Journal of Latin American and Caribbean Studies.

### "Acceso al Poder versus Ejercicio del Poder"
Mazzuca es conocido por introducir la distinción entre acceso al poder y ejercicio del poder. Sostiene que la distinción entre autoritarismo y democracia se refiere a la dimensión de acceso al poder. Por el contrario, la distinción entre patrimonialismo y burocracia se refiere a la dimensión del ejercicio del poder. Mazzuca sostiene que el mayor desafío de América Latina, desde la transición a la democracia de fines del siglo veinte, es la burocratización del ejercicio más que la democratización del acceso. Esta distinción se utilizó en una variedad de trabajos, desde libros académicos como Demócratas y Autócratas de la profesora Agustina Giraudy hasta artículos de opinión en los principales periódicos de habla hispana.

## Impacto público
- La formación de un Estado recién llegado fue abordada en The Economist, [19] Foreign Affairs, [20] Diario Perfil (Argentina),[21] y El Comercio (Perú).[22]
- A Middle-Quality Institutional Trap: Democracy and State Capacity in Latin America (con Gerardo L. Munck; Cambridge University Press, 2020) fue elegido como uno de los cinco mejores libros sobre democracia latinoamericana por el profesor Joe Foweraker .[23][24]
- Su trabajo y análisis político fueron presentados en The Economist,[25] Associated Press, [26][27] Clarín,[28] La Nación,[29] Revista Seúl,[30] entre otros.

## Ligas Externas
- Sebastián Mazzuca en Google Scholar
- Sebastián Mazzuca en Academia.edu
- Sebastián Mazzuca en JSTOR
- Sebastián Mazzuca en Google Books
- Sebastián Mazzuca en Yale University Press
- Sebastián Mazzuca en Cambridge University Press
- Sebastián Mazzuca en libros
- Sebastián Mazzuca en las noticias